# 拉德特拉迪盆地
拉德特拉迪盆地（Raditladi Basin）是水星上一個巨大的環峰撞擊坑，直徑達到263公里。在環峰內有一系列的同心圓張性槽結構，是水星表面相當罕見的地表特徵。拉德特拉迪盆地的底部部分區域被相對較明亮的平原覆蓋，而該平原被認為是來自火山作用。盆地內的同心圓槽也是在盆地下火山活動的產物。該盆地在水星上是相對年輕的結構，年齡約少於10億年，只有少數在盆地內的小撞擊坑和保存完好的撞擊坑壁以及環峰結構。

## 背景
NASA 的信使號於2008年1月第一次飛掠水星時在水星巨大的撞擊盆地卡洛里盆地西方約2000公里處，先前未被太空探測器探測到的區域發現了拉德特拉迪盆地。這個撞擊盆地於同年4月8日以波札那劇作家和詩人里提勒·迪桑·拉德特拉迪（Leetile Disang Raditladi）命名。

## 地質
拉德特拉迪盆地的中央部分被一個直徑達到125公里的巨大環峰占據，該環稍微向西北方偏離該盆地的幾何中心。拉德特拉迪盆地底部被兩種地形占據：淺色平坦平原和有許多小丘的深色平原。淺色平原部分區域被後者環繞，並且可能是因為火山活動而形成。深色平原主要是在環峰和撞擊坑環之間出現，並且被認為是拉德特拉迪盆地未被淺色熔岩形成的平坦平原覆蓋的原始坑底。有許多小丘的平原色澤較平坦平原稍微偏藍，而盆地外的區域也被相對偏藍的暗色撞擊噴發物覆蓋。環峰在某些區域也有些偏藍色的物質露出，相當於一些水星隕石坑底明亮的物質（Bright Crater Floor Deposits，BCFD）。

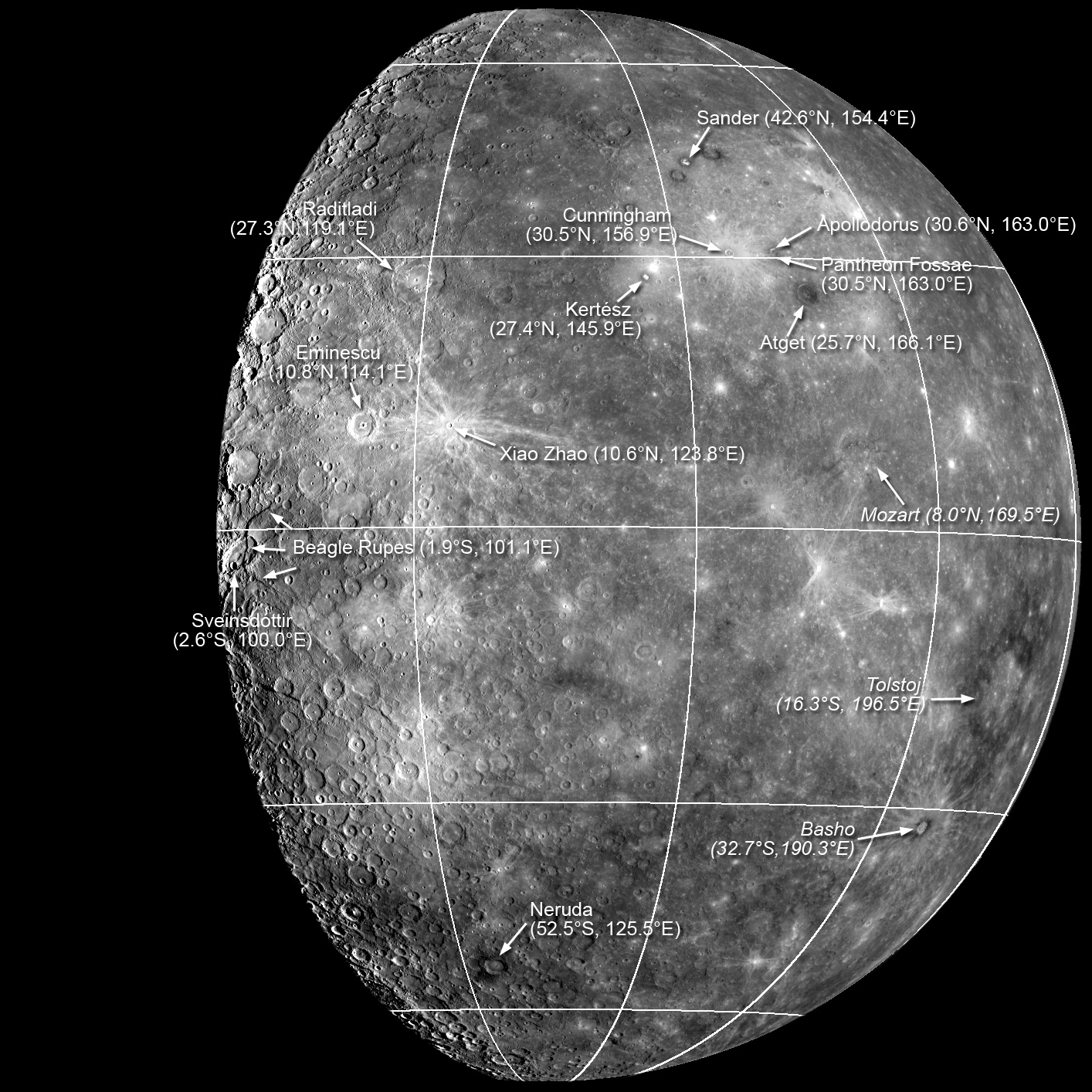
拉德特拉迪盆地在水星上的位置。

### 張性槽
在拉德特拉迪盆地環峰內的坑底可見同心圓狀由張性斷層形成的窄範圍槽結構，這些槽以直徑約70公里的圓形分布，並且被認為是地塹。這個地塹系統的幾何中心剛好也是拉德特拉迪盆地的中心，並且讓複雜的峰環偏離了撞擊盆地的幾何中心。
水星上張性槽相當少見，目前只發現於以下少數區域。
- 拉赫曼尼諾夫撞擊坑，與拉德特拉迪盆地另有多個類似地質特徵。
- 潘提翁槽溝的一部分，以及卡洛里盆地的其他槽結構。
- 信使號第二次飛掠水星時發現的巨大撞擊盆地林布蘭撞擊坑。

了解這些槽結構如何在年輕的拉德特拉迪盆地中形成對於了解較晚近水星地質史上的地質活動有重要意義。目前有兩個解釋地塹形成的假設：第一個認為它是環狀岩脈或錐層岩席在水星表面出露。這兩種結構都是岩漿從深處延著圓錐或圓柱形破裂區域侵入覆蓋於上方的岩石。第二個假設則是地塹是平坦平原的重量造成坑底上升的結果。這樣的平原在拉德特拉迪盆地北方和東方出現，雖然至今仍不知道這兩個區域的厚度和年齡。

## 年齡
在水星上相對年齡較年輕的區域，其表面撞擊坑數量密度較低。拉德特拉迪盆地底部的撞擊坑密度只有西方卡洛里盆地底部的10%，並且和盆地外被撞擊噴發物覆蓋的平原相同。未被撞擊噴發物覆蓋的其他平坦和有許多小丘的平原撞擊坑密度也和被覆蓋區域相同，因此在外觀上兩者一樣年代。低撞擊坑數量密度代表拉德特拉迪盆地遠比卡洛里盆地年輕，大約形成於最近十億年，而卡洛里盆地的年齡大約是35到39億年。
相對年輕的拉德特拉迪盆地顯示水星上的火山流動噴發活動持續時間遠比先前所認為的要長，可能延續到最近十億年內。

## 延伸閱讀
- Watters, Thomas R.; Solomon, Sean C.; Robinson, Mark S.; Head, James W.;  et al. . Earth and Planetary Science Letters. 2009, 285 (3–4): 283–286. Bibcode:2009E&PSL.285..283W. doi:10.1016/j.epsl.2009.01.025.
- NASA Astronomy Picture of the Day: Unusual Hollows Discovered on Planet Mercury (27 March 2012)